# دوسون (لوئیزیانا)
دوسون (به انگلیسی: Duson) شهری در ایالت لوئیزیانا کشور ایالات متحده آمریکا است که جمعیت آن در سرشماری سال ۲۰۱۰ میلادی، ۱٬۷۱۶ نفر بوده‌است.